# Crisis? What Crisis?
Crisis? What Crisis? es el cuarto álbum de estudio del grupo británico Supertramp, publicado por la compañía discográfica A&M Records en septiembre de 1975. El álbum, que contó con la producción de Ken Scott al igual que en Crime of the Century, fue el primer trabajo del grupo grabado en los Estados Unidos, con varias sesiones organizadas en los A&M Studios de Los Ángeles. Obtuvo un éxito inferior a Crime of the Century al llegar al puesto veinte en la lista británica UK Albums Chart y al puesto 44 en la estadounidense Billboard 200.

## Trasfondo
Después de obtener un notable éxito con Crime of the Century, el grupo comenzó a sufrir presiones para publicar un nuevo disco, con la compañía discográfica empujándoles a empezar a trabajar tan pronto como la gira de Crime of the Century finalizase. Mientras recorrían la costa Oeste de los Estados Unidos, Supertramp obtuvo un tiempo extra debido a una lesión en la mano sufrida por Roger Hodgson, lo cual obligó al grupo a cancelar el resto de la gira. A pesar de ello, el grupo aún no había tenido tiempo de ensayar las canciones del álbum, y al igual que con Indelibly Stamped, Rick Davies y Hodgson no tenían la visión de que pudiesen completar un álbum. Además, el largo calendario de conciertos tampoco había dejado tiempo a ambos para escribir canciones, por lo que llegaron a los A&M Studios de Los Ángeles (California) con material sobrante de Crime of the Century. Debido a la escasez de material, la producción tuvo que ser detenida para que Davies y Hodgson escribiesen dos nuevas canciones, una de las cuales fue «Ain't Nobody But Me».
Tanto el título como el concepto de la portada fueron ideados por Davies, tal y como relató John Helliwell: «Fue Rick a quien se le ocurrió el nombre de Crisis? What Crisis?, y un día, mientras estábamos sentados en Scorpio Studios, entró con ese bosquejo de un hombre sentado en una silla debajo de una sombrilla con todo ese caos alrededor de él». Crisis? What Crisis? aparece también en la película Chacal.
Cuatro canciones del álbum («Sister Moonshine», «Another Man's Woman», «Lady» y «Just a Normal Day») fueron interpretadas en directo, antes de ser grabadas, en el Hammersmith Odeon de Londres en marzo de 1975. El concierto, documentado por la BBC, fue publicado en el álbum Is Everybody Listening? en 2001.
Años más tarde, Hodgson se mostró descontento con el álbum, el cual describió como un trabajo apresurado sin la cohesión de Crime of the Century. Por otra parte, el bajista Dougie Thomson comentó: «Pensamos que Crisis era un poco inconexo y que al grupo en su conjunto en ese momento no le gustaba el álbum».
Las sesiones de grabación de Crisis? What Crisis? también produjeron la canción «You Started Laughing», publicada como cara B del sencillo «Lady». Una versión en directo fue publicada en el álbum Paris en 1980.

## Recepción
Tras su publicación, Crisis? What Crisis? obtuvo reseñas mixtas de la prensa musical. Billy Altman de la revista Rolling Stone, en una reseña negativa, criticó las letras del álbum: «Supertramp está dirigido por el guitarrista Roger Hodgson y por el teclista Rick Davies, quienes son responsables, en culpabilidad, de las letras y músicas del grupo. La mayoría de sus letras son viñetas que representan la pérdida de comunicación entre las personas y la ausencia de valores morales en el mundo actual, lo cual lleva a conclusiones tan estimulantes como este complejo pareado en "Just a Normal Day": "Comer mucho, dormir mucho, pasando el tiempo del día tal vez encuentre mi camino". El grupo lleva el increíble truco de estirar canciones de tres y cuatro minutos en temas de cinco y seis con repeticiones de temas en lugar de solos  Hay incluso una canción ("Two of Us") que parece profundamente influenciada por los años post-Apple de George Harrison».
En una reseña retrospectiva, Allmusic elogió el álbum, alabando el trabajo de Davies en los teclados, la voz de Hosgson y el saxofón de John Helliwell. Allmusic destacó especialmente la composición de canciones emocionalmente poderosas, que daban al álbum «una cálida personalidad y un sutil y encantador estado de ánimo». Record Mirror incluyó Crisis? What Crisis? en su lista de fin de año de 1975 como reconocimiento de los mejores discos del año.
En junio de 2002, A&M Records reeditó una versión remasterizada de Crisis? What Crisis? junto al resto del catálogo musical del grupo entre 1974 y 1987.

## Lista de canciones
Todas las canciones escritas y compuestas por Rick Davies y Roger Hodgson. 
| Cara A |                       |               |          |  |
| N.º    | Título                | Voz principal | Duración |  |
| 1.     | «Easy Does It»        | Roger Hodgson | 2:20     |  |
| 2.     | «Sister Moonshine»    | Roger Hodgson | 5:14     |  |
| 3.     | «Ain't Nobody But Me» | Rick Davies   | 5:14     |  |
| 4.     | «A Soapboax Opera»    | Roger Hodgson | 4:54     |  |
| 5.     | «Another Man's Woman» | Rick Davies   | 6:16     |  |

| Cara B |                     |               |          |  |
| N.º    | Título              | Voz principal | Duración |  |
| 1.     | «Lady»              | Roger Hodgson | 5:24     |  |
| 2.     | «Poor Boy»          | Rick Davies   | 5:10     |  |
| 3.     | «Just a Normal Day» | Rick Davies   | 4:02     |  |
| 4.     | «The Meaning»       | Roger Hodgson | 5:24     |  |
| 5.     | «Two of Us»         | Roger Hodgson | 3:27     |  |

## Personal
| Supertramp - Rick Davies: voz y teclados - John Helliwell: saxofón y coros - Roger Hodgson: voz, guitarras y teclados - Bob C. Benberg: batería y percusión - Dougie Thomson: bajo | Equipo técnico - Ken Scott: productor musical - John Jansen: ingeniero de sonido - Ed Thacker: ingeniero asistente - Richard Hewson: orquestación - Jay Messina: remasterización - Greg Calbi: remasterización |

## Posición en listas
| País           | Lista                    | Posición |
| -------------- | ------------------------ | -------- |
| Australia      | Kent Music Report        | 20       |
| Canadá         | RPM Albums Chart         | 12       |
| Estados Unidos | Billboard 200            | 44       |
| Países Bajos   | Dutch Albums Chart       | 11       |
| Noruega        | VG-lista Albums Chart    | 10       |
| Nueva Zelanda  | New Zealand Albums Chart | 6        |
| Reino Unido    | UK Albums Chart          | 20       |

| Sencillo              | País   | Lista             | Posición |
| --------------------- | ------ | ----------------- | -------- |
| «Ain't Nobody But Me» | Canadá | RPM Singles Chart | 64       |

## Certificaciones
| País     | Organismo certificador | Certificación | Ventas certificadas | Ref.  |
| -------- | ---------------------- | ------------- | ------------------- | ----- |
| Canadá   | CRIA                   | Platino       | 100 000             | [ 5 ] |
| Francia  | SNEP                   | Platino       | 100 000             | [ 4 ] |
| Alemania | BVMI                   | Oro           | 250 000             | [ 3 ] |